# 福田汽車
北汽福田汽車（ベイチーフォトンきしゃ、Beiqi Foton Motor）は中国の商用車メーカーで、北京汽車集団 (BAIC) の子会社である。

## 概要
1996年8月28日に創立され、北京市昌平区に本拠を構える福田は50億元を超える資産と29,000人を超える従業員を有する。福田の事業所は北京市、天津市、山東省、湖南省、湖北省、遼寧省、広東省といった市や省に所在している。R&D拠点は日本、ドイツ、台湾、フィリピンに分散している。2005年にはブランド価値が119億3200万元を超えた福田は、最も価値のある中国ブランド・トップ500において自動車工業部門で4位、総合で43位にランクインした。
福田は拡大するラテンアメリカの小型商用車市場へ参入するため、コロンビアに組立工場を建設する予定である。また、インド西マハーラーシュトラにも工場を建設する計画である。

### ダイムラーとの合弁
2010年7月16日、ダイムラーと合弁会社の設立で合意し、調印式を行った。2011年9月に中国政府商務部の認可を取得し、2012年2月18日、北京福田戴姆勒汽車有限公司（Beijing Foton Daimler Automotive, BFDA）が正式に発足した。
北京市懐柔区に本社を置くこの新会社はダイムラーとの折半出資で設立され、福田の中型/大型トラック事業は同社に移管された。BFDAは同年7月9日から福田の「欧曼」トラックの生産を開始した。また、7月19日には1億3500万ユーロを投じてディーゼルエンジン工場を建設すると発表。欧曼に搭載されるメルセデス・ベンツのOM457型エンジンを生産する予定である。

### ボルクヴァルトの復活
1961年に破産したドイツの自動車メーカーのボルクヴァルトを2008年に51年ぶりに復活させた。旧ボルクヴァルト創業者カールの孫であるクリスチャン・ボルクヴァルトを創業者に据え、共同出資者兼CEOにはかつてサーブやダイムラーに勤めたKarlheinz L. Knöss、車体デザイナーにはかつてメルセデスベンツ・Eクラスの設計に携わったノルウェーのEinar J. Hareideを迎え、実際の車体製造および財政面での支援は福田汽車が行うことになった。
準備期間を経て2016年に生産・販売を開始。しかし、販売不振により2018年10月には保有する宝沃汽車（ボルクヴァルト）株の67%を放出、2019年に北京を拠点に配車サービスなどを手がける「神州優車（Ucar）」が株を取得。2022年4月8日、福田汽車は北京宝沃汽車（北京ボルクヴァルト）の破産を正式に申請した。

## 車種一覧
- 欧曼 (Auman) ：中型/大型トラック。GTL（ダイムラーとの共同開発車）、ETX/CTX、VTの3系列が存在する。
- 欧輝 (AUV) ：中型/大型バス
- 欧馬可 (Aumark) ：準中型トラック
- 奥鈴 (Ollin) ：小型トラック
- MP-X蒙派克 ：MPV（ミニバン）
- 風景 (View) ：トヨタ・ハイエース風のキャブオーバー型ワゴン
- 迷迪 (Midi) ：LAV
- 薩普 (Sup) / 拓陸者 (Tunland) ：ピックアップトラック

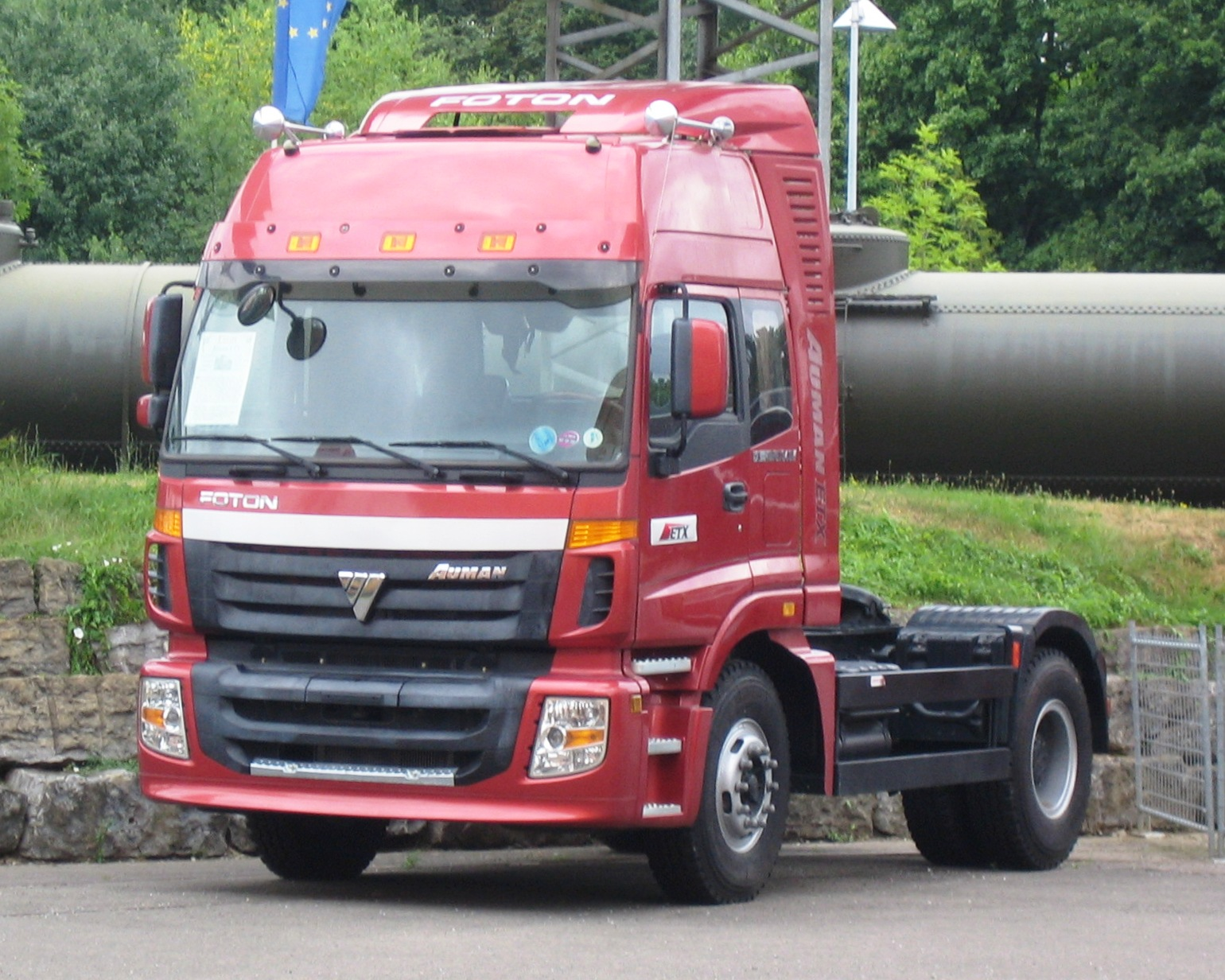
欧曼
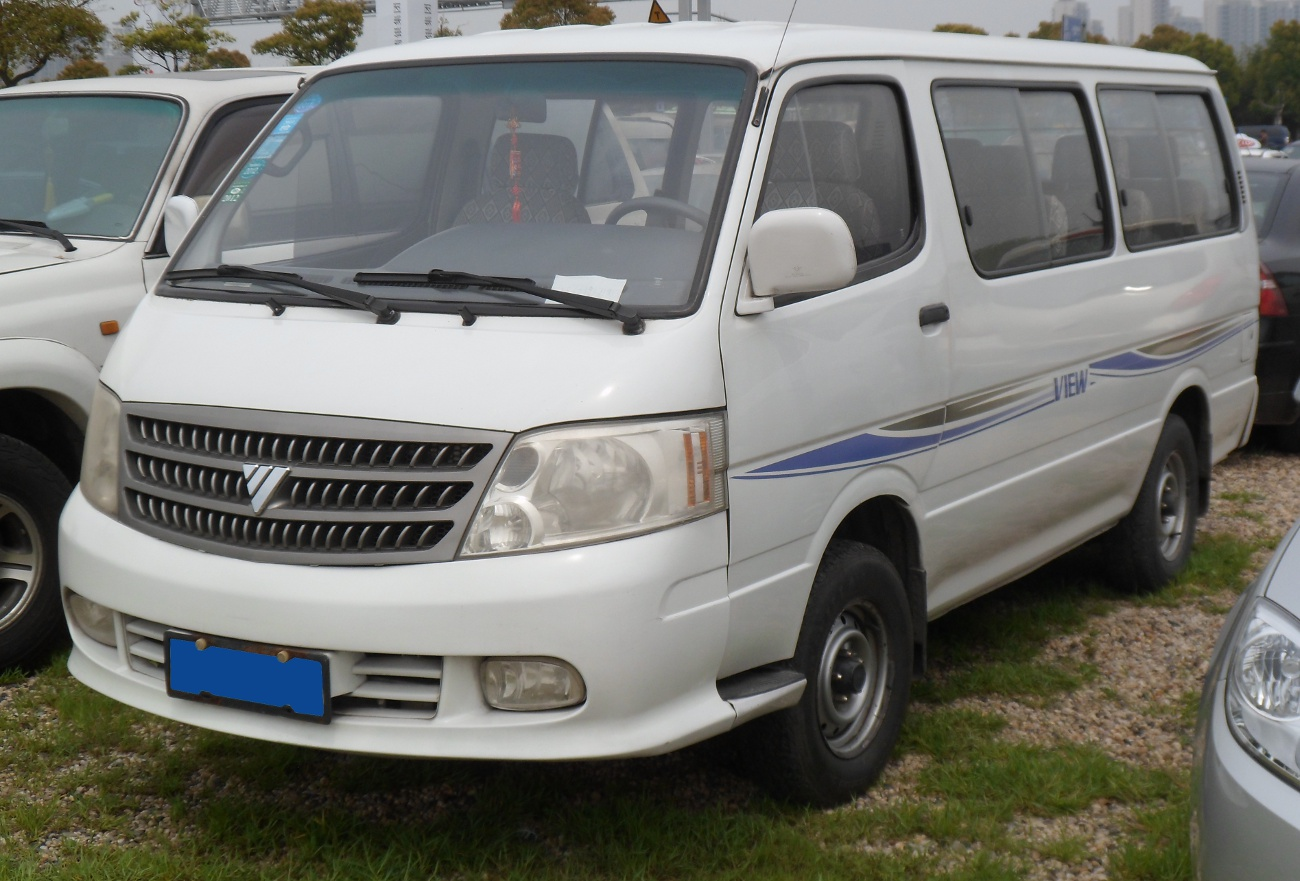
風景
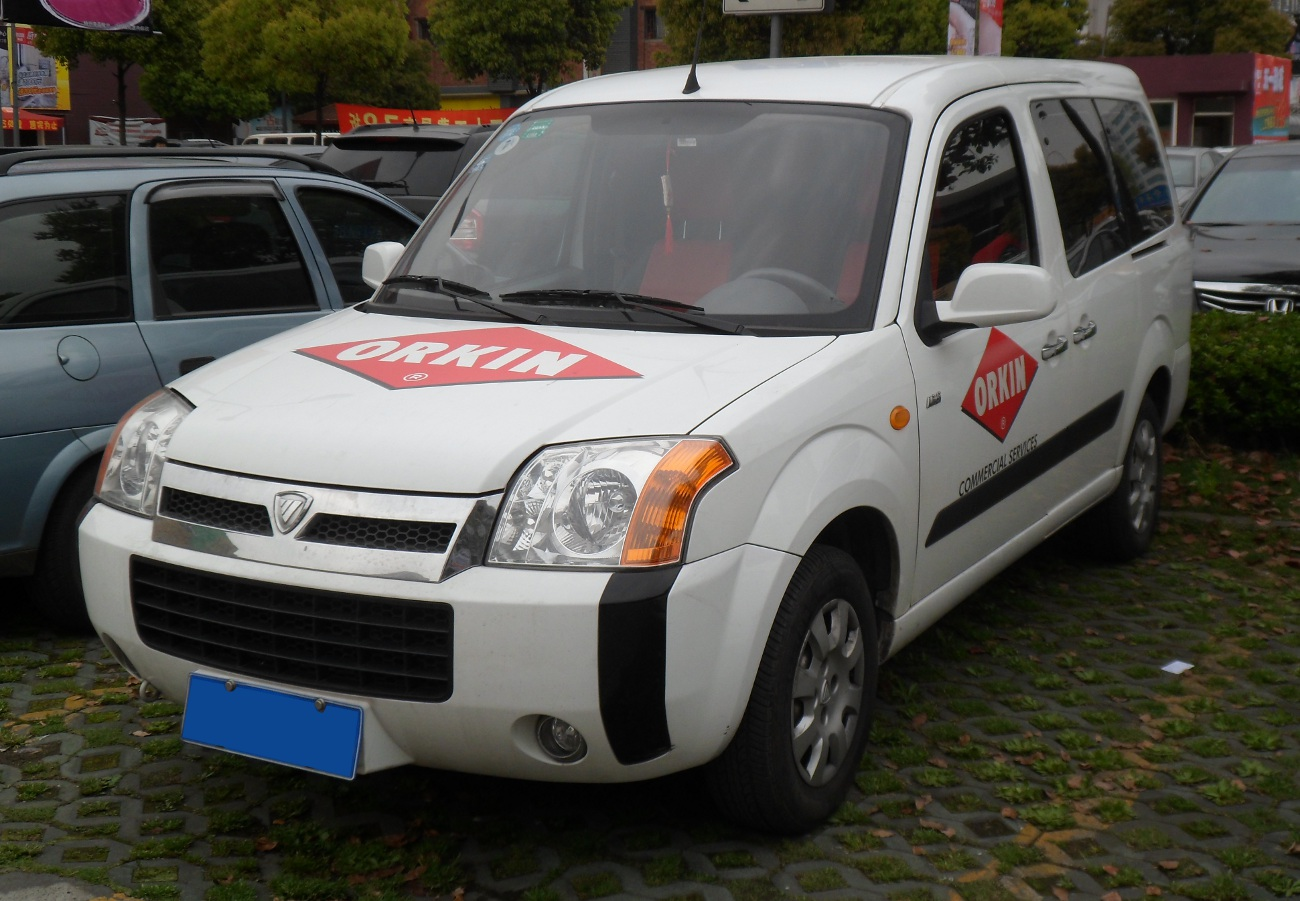
迷迪
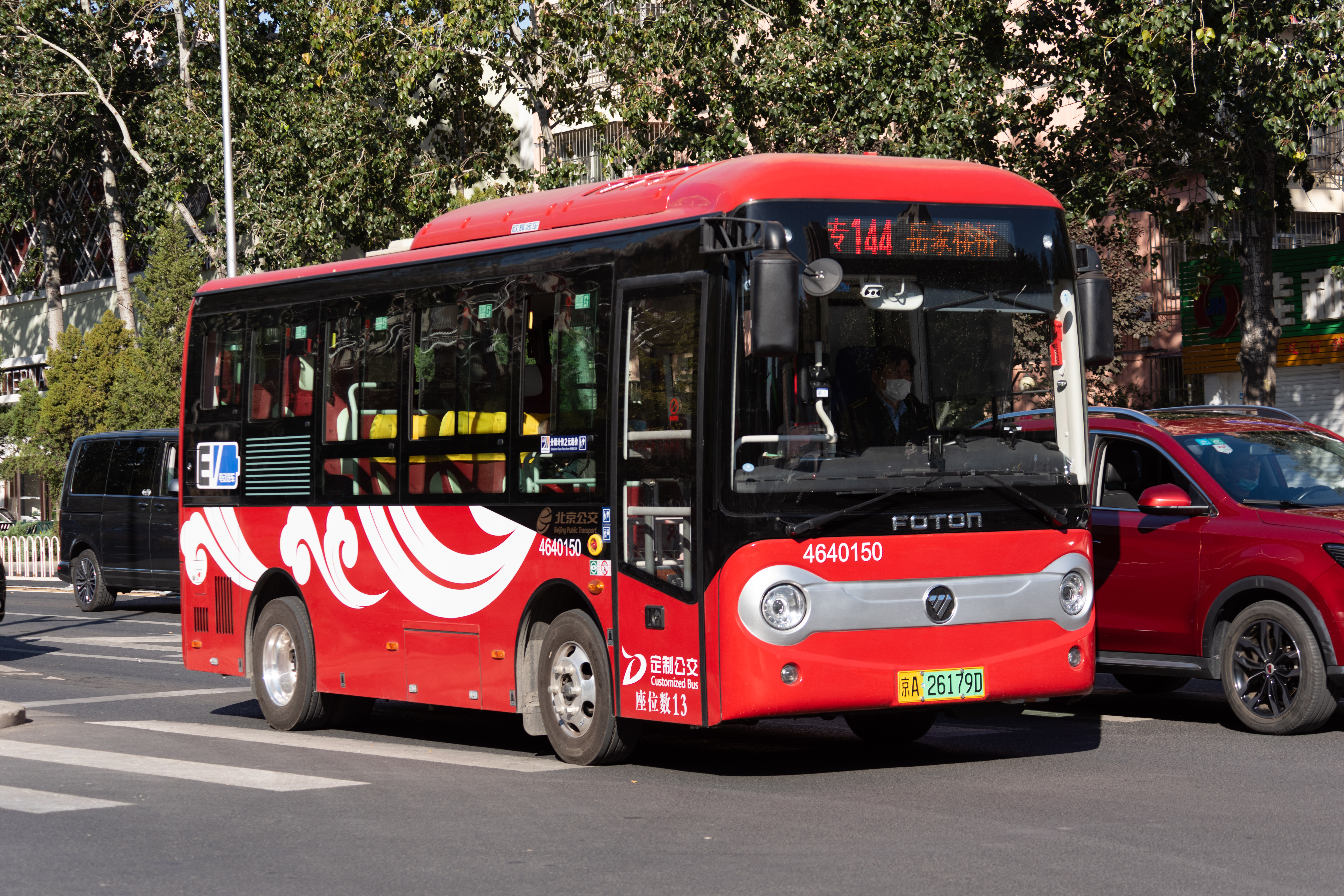
BJ6650EVCA-9小型バス
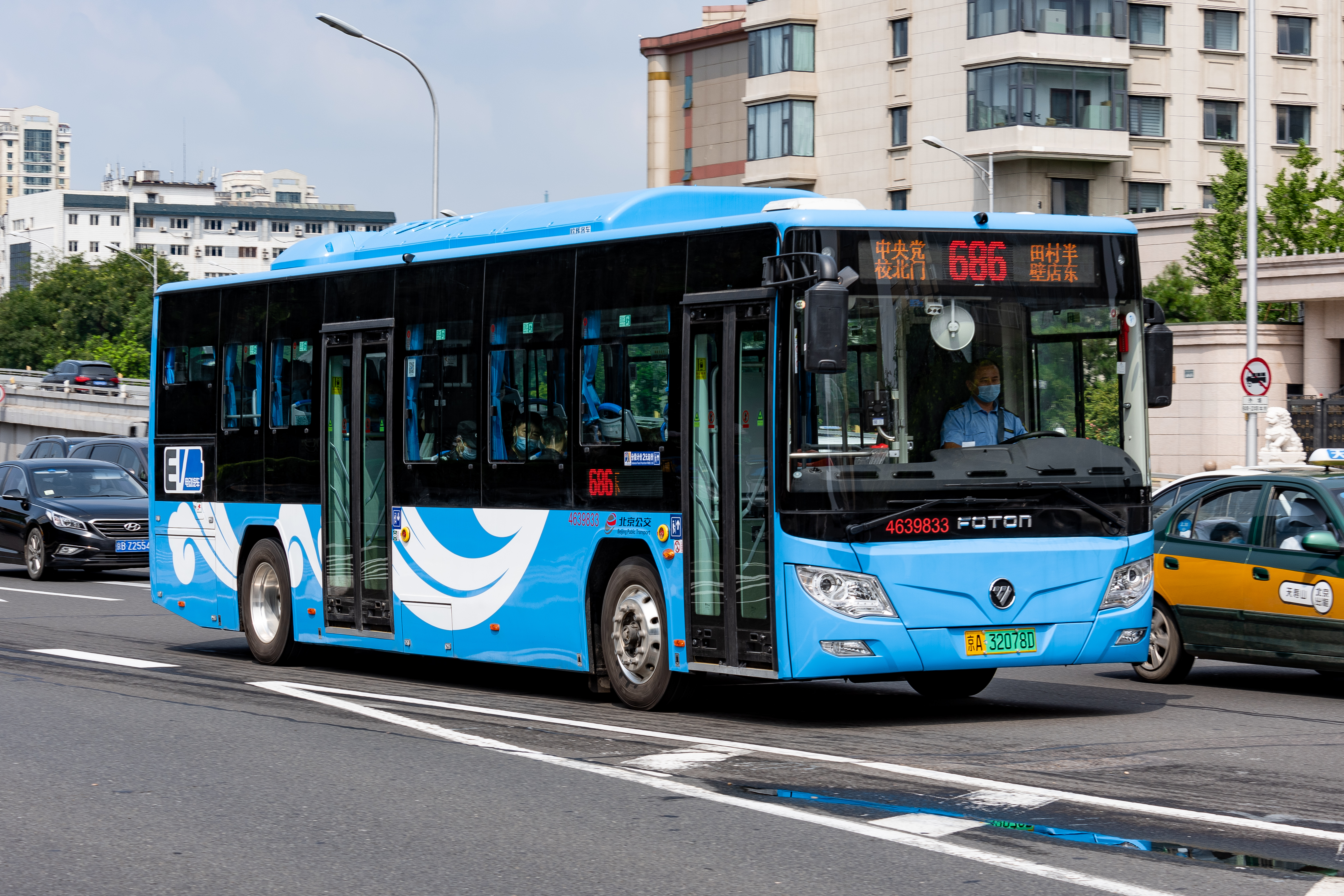
BJ6105EVCA-45電気バス
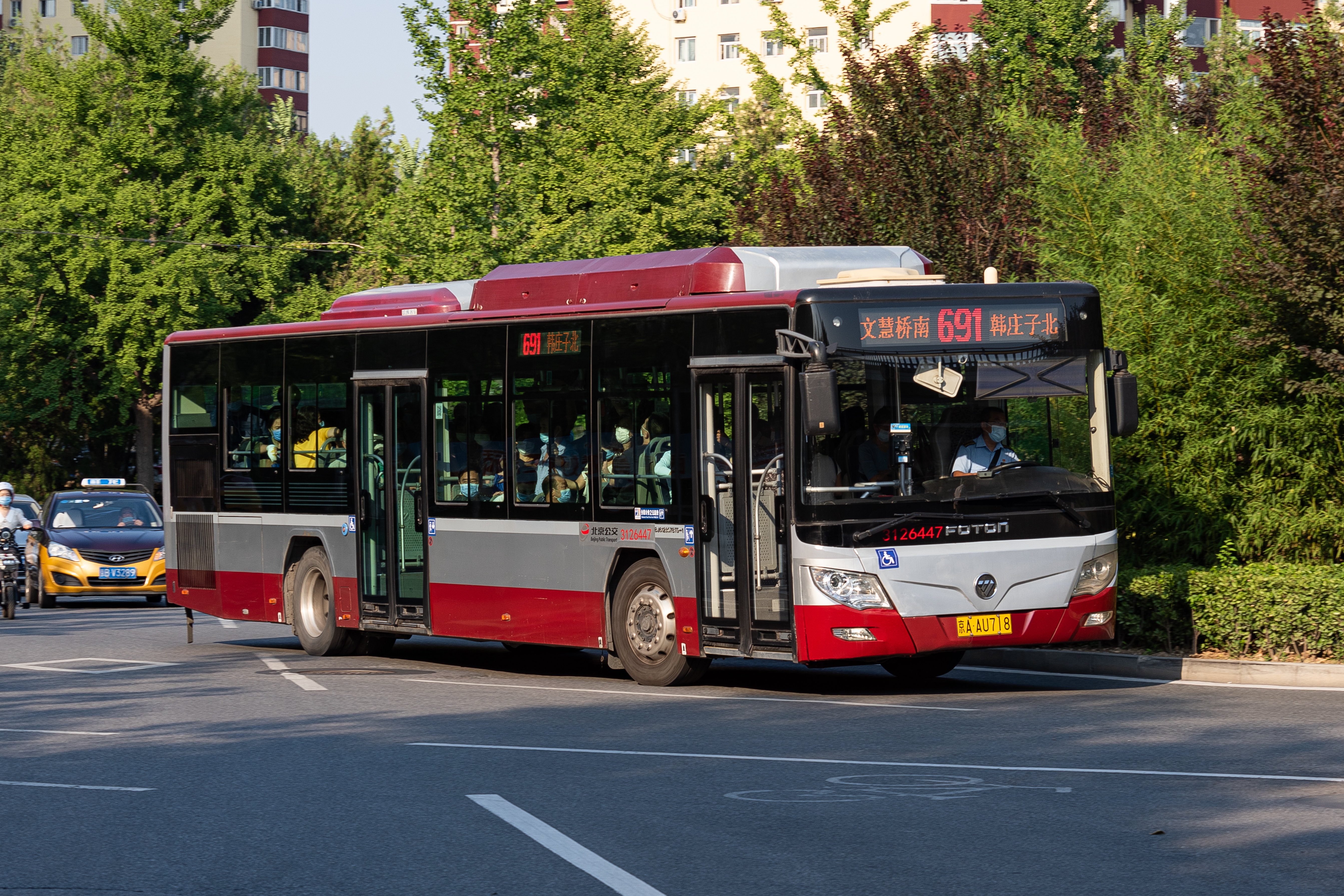
BJ6123C7BTD-1形CNGバス
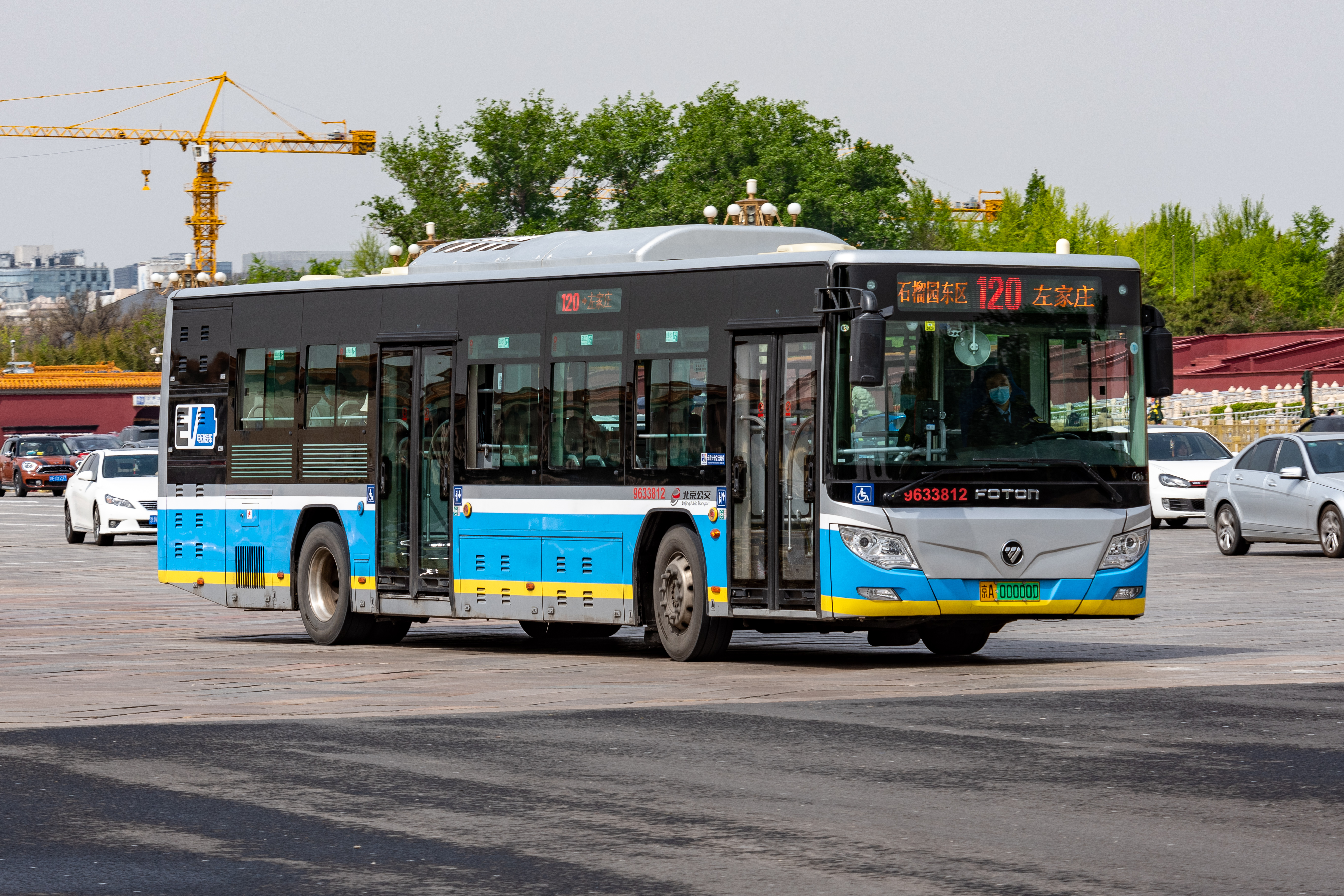
BJ6123EVCA-47電気バス
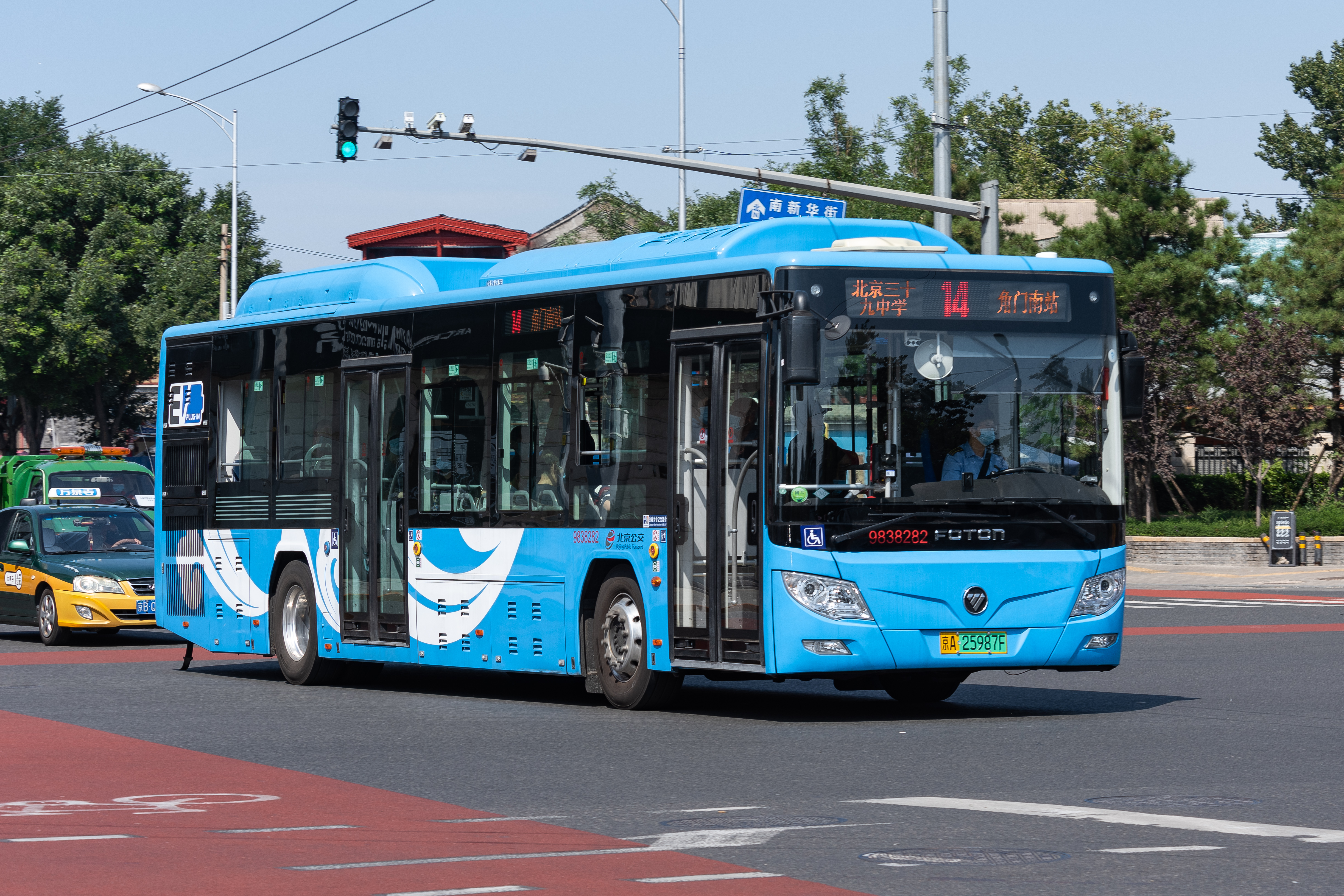
BJ6123SHEVCA-7プラグインハイブリッドバス
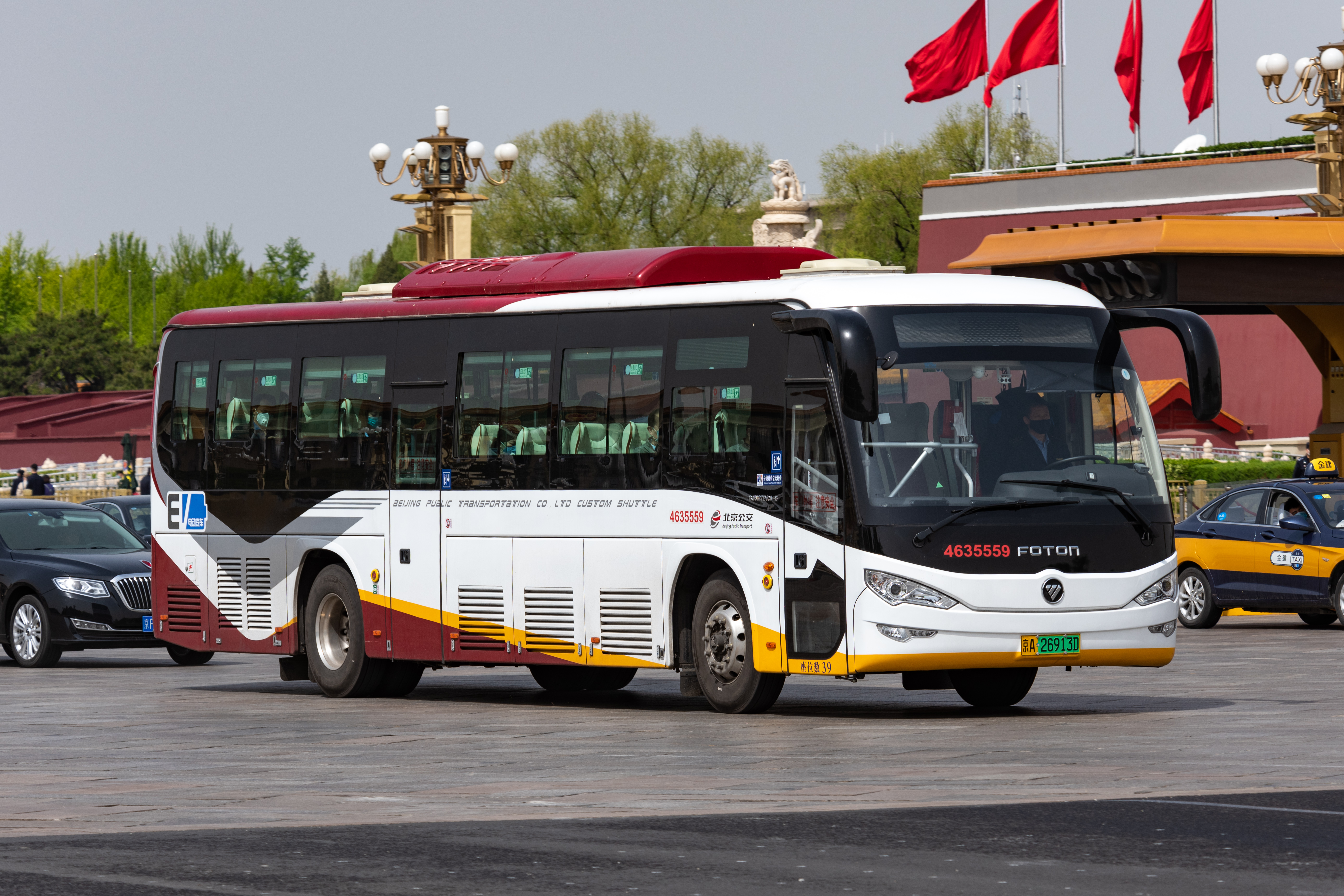
BJ6127EVCA-6形電気バス
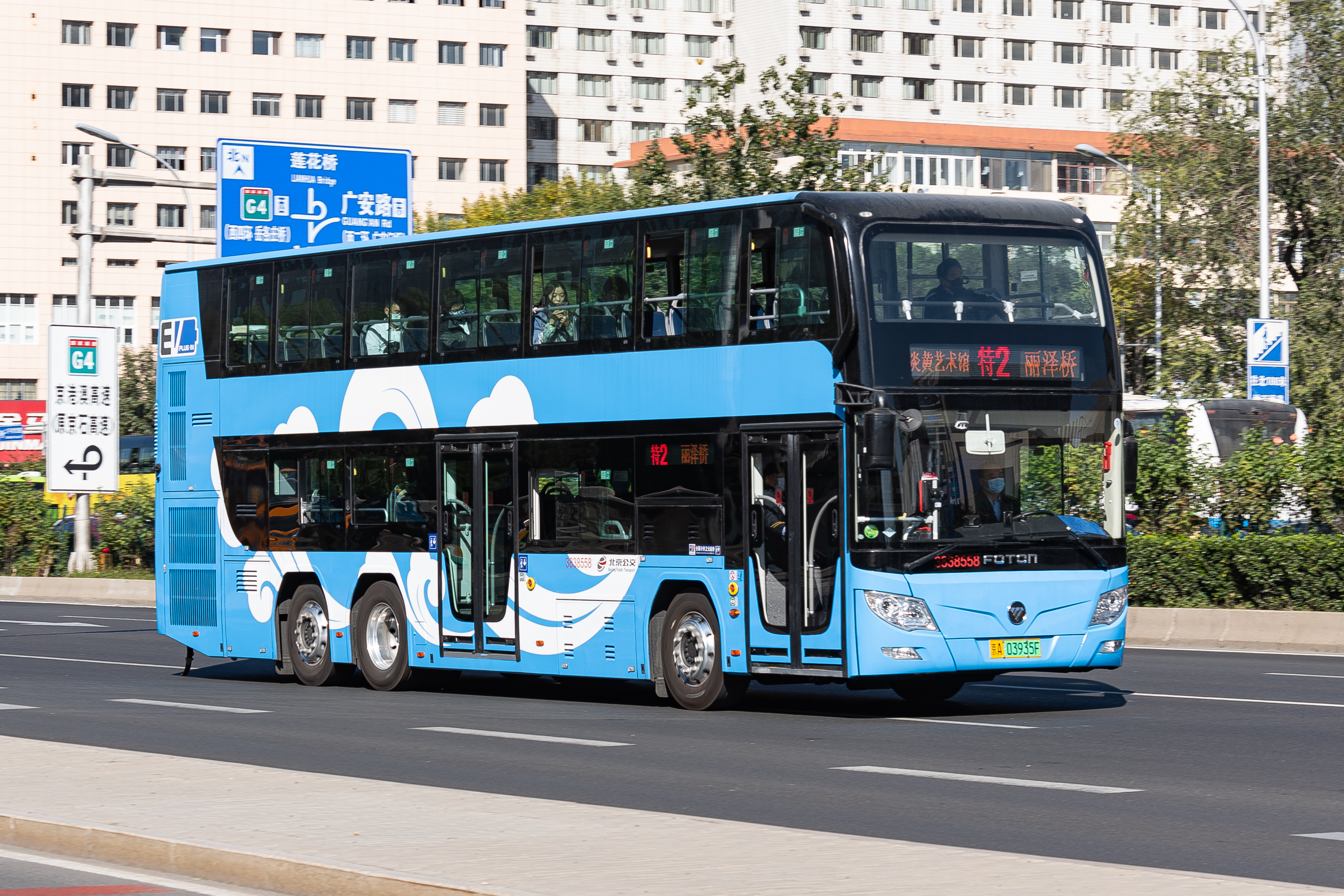
BJ6128SHEVCA-5プラグインハイブリッド二階建てバス
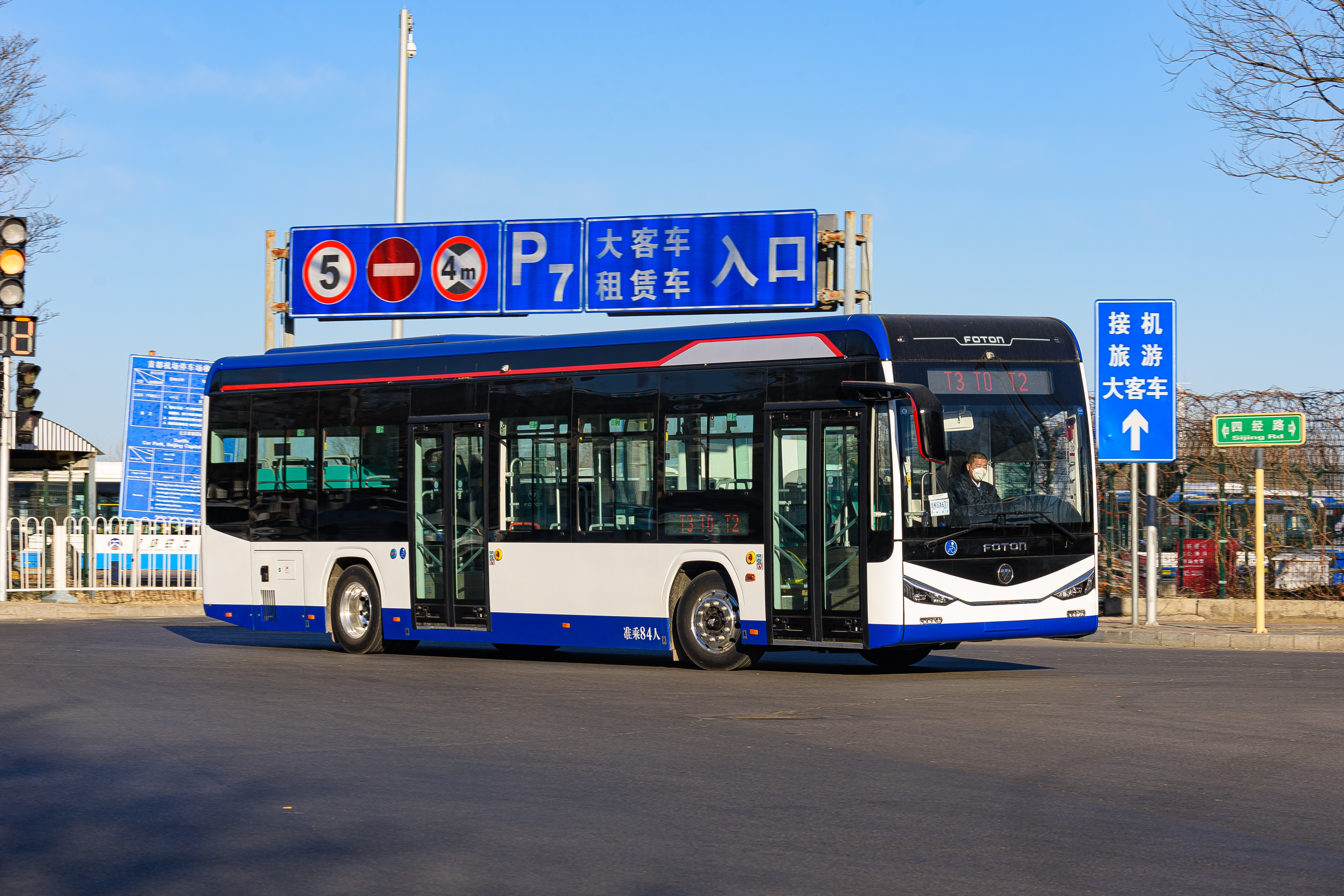
BJ6129EVCA形電気バス
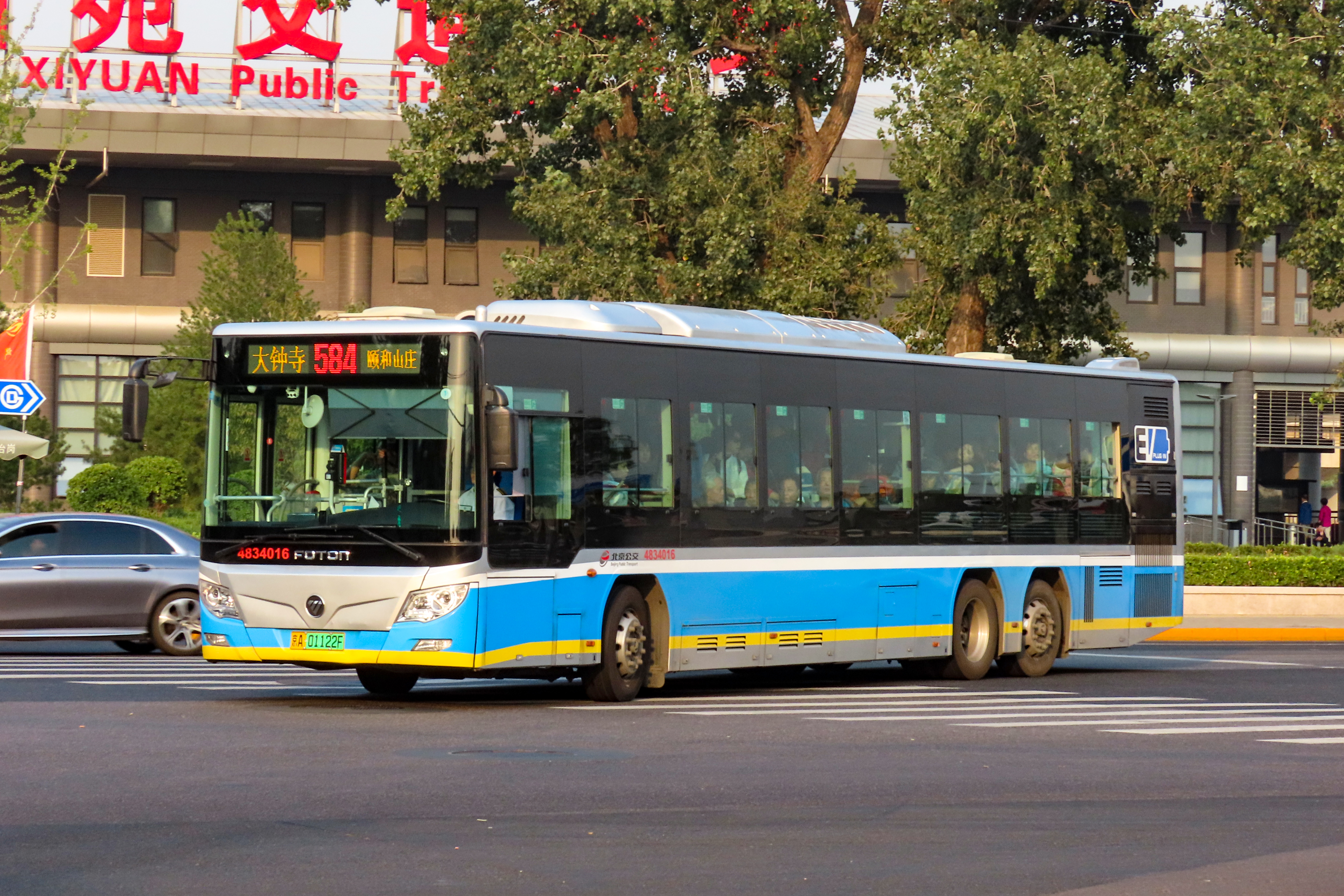
BJ6140SHEVCA-1プラグインハイブリッドバス
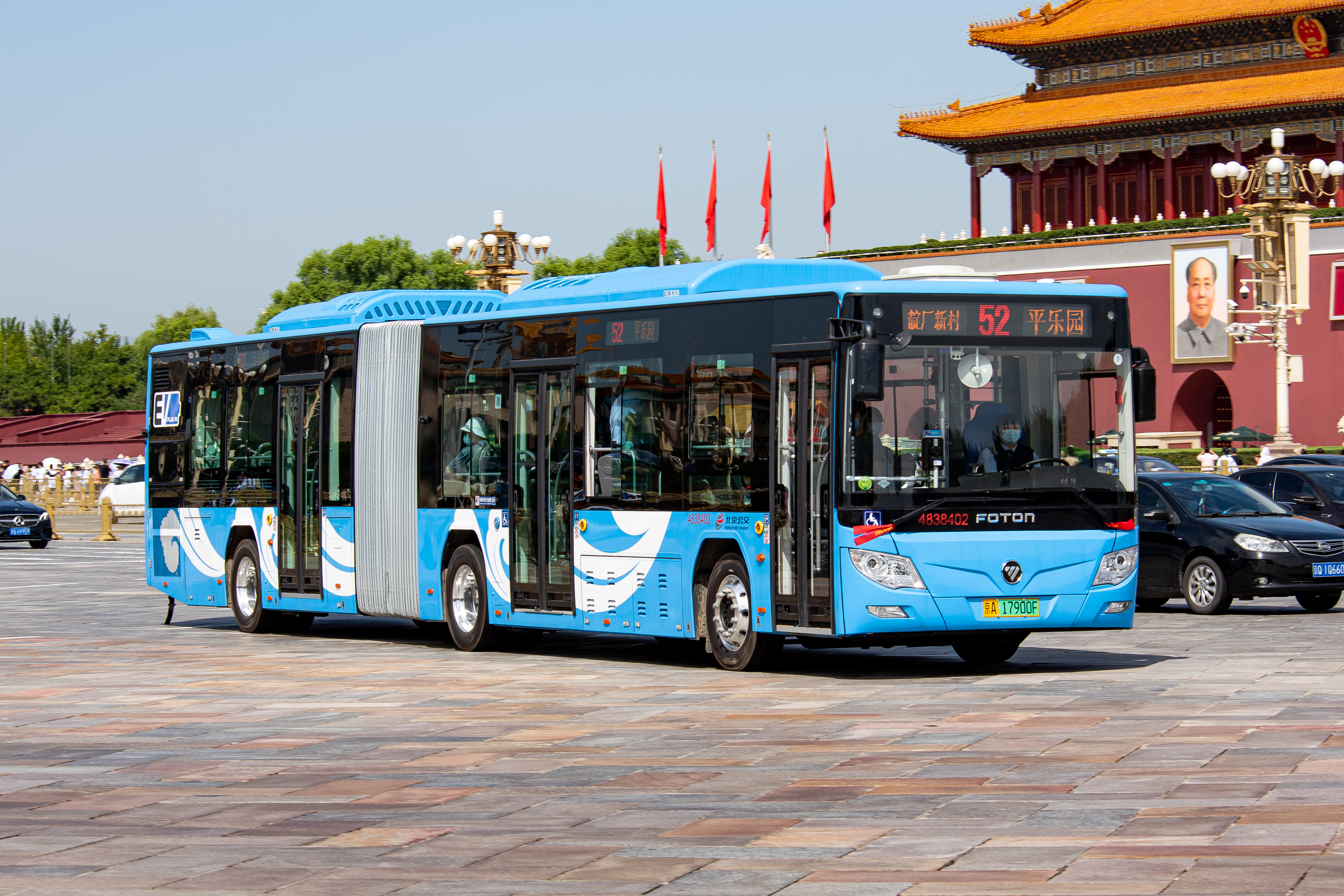
BJ6160SHEVCA-3プラグインハイブリッド連節バス
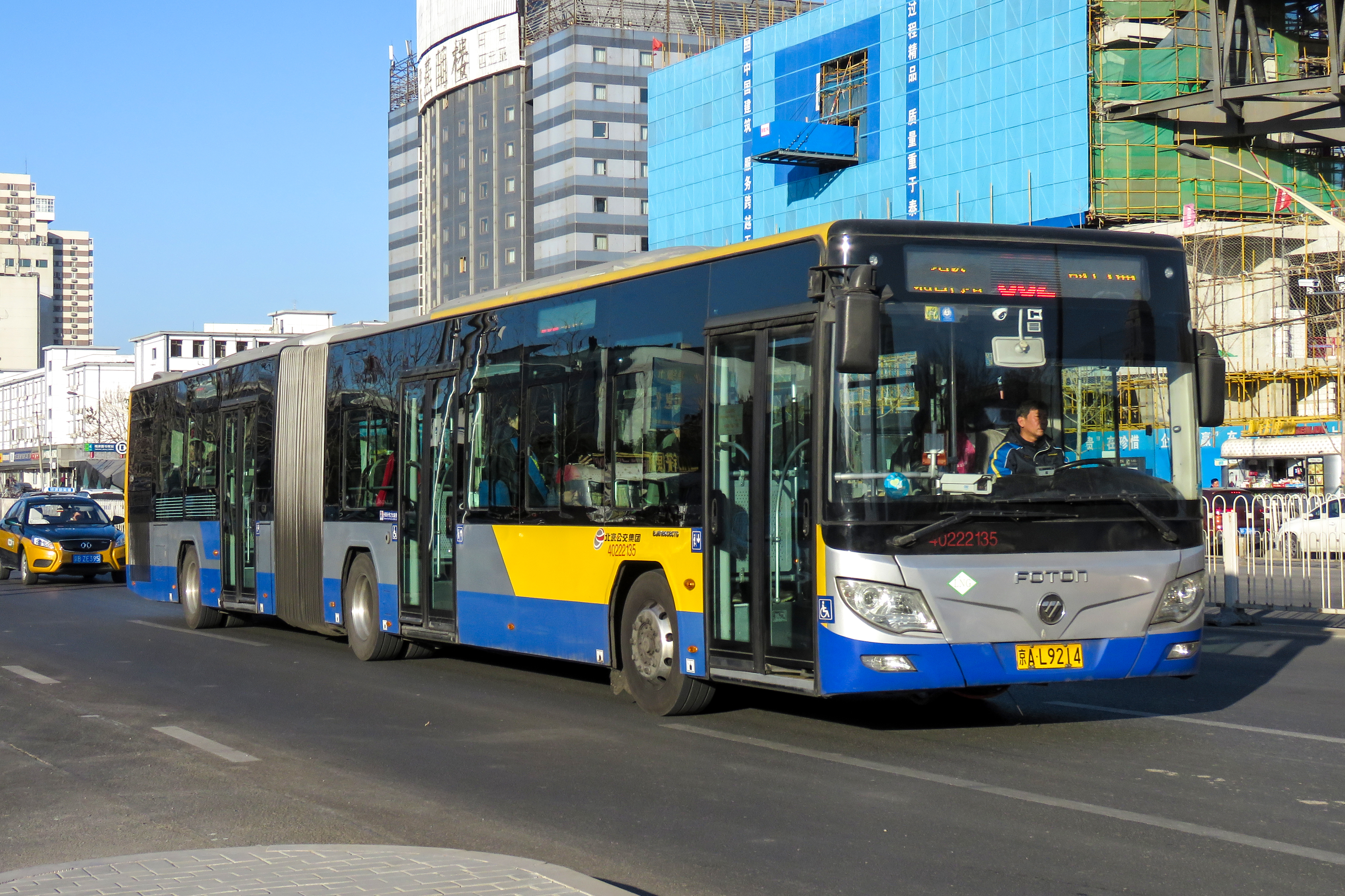
BJ6180C8CTD連節バス